# كلوس تو متال
كلوس تو متال (بالإنجليزية: Close to Metal)‏ وهو الاسم للنسخة التجريبية لواجهة برمجة تم تصميمها من قبل شركة إي تي آي التي تمكن من التحليل لأغراض عامة على وحدة معالجة الرسومات. ولم تدم هذه التسمية، فإستخدمة اسم ستريم أس دس كي (Stream SDK) لتكنولوجيا التحليل لأغراض عامة على وحدة معالجة الرسومات.